# EM i banecykling
Europæiske mesterskaber i banecykling (kort form: EM i banecykling) er et sæt af mesterskaber på eliteniveau, der arrangeres hvert år for de forskellige disipliner og afstande i banecykling, udelukkende for europæiske cykelryttere, og reguleres af Union Européenne de Cyclisme (UEC). Mesterskaberne blev første gang afholdt i deres nuværende format i 2010. Udover at få en guldmedalje får vinderen også en speciel trøje, som er blå med stjerner af guld. Før 2010 blev de europæiske mesterskaber i banecykling kun arrangeret for yngre ryttere, U23 og juniorer. Siden 2010 har der været to separate mesterskaber, et for eliten og et for de yngre cykelryttere.

## Mesterskaber

### Elite
| År   | Dato            | Land           | By                        | Velodrom                               |
| ---- | --------------- | -------------- | ------------------------- | -------------------------------------- |
| 2010 | 5.–7. november  | Polen          | Pruszków                  | BGŻ Arena                              |
| 2011 | 21.–23. oktober | Holland        | Apeldoorn                 | Omnisport Apeldoorn                    |
| 2012 | 19.–21. oktober | Litauen        | Panevėžys                 | Cido Arena                             |
| 2013 | 18.–20. oktober | Holland        | Apeldoorn                 | Omnisport Apeldoorn                    |
| 2014 | 16.–19. oktober | Frankrig       | Baie-Mahault, Guadeloupe  | Vélodrome Amédée Détraux               |
| 2015 | 14.–18. oktober | Schweiz        | Grenchen                  | Velodrome Suisse                       |
| 2016 | 19.–22. oktober | Frankrig       | Saint-Quentin-en-Yvelines | Vélodrome de Saint-Quentin-en-Yvelines |
| 2017 | 19.–22. oktober | Tyskland       | Berlin                    | Velodrom                               |
| 2018 | 2.–7. august    | Storbritannien | Glasgow                   | Sir Chris Hoy Velodrome                |

#### Elite Europamesterskaber - Medaljeoversigt 2010–2018
| Placering | Land           | Guld | Sølv | Bronze | Total |
| --------- | -------------- | ---- | ---- | ------ | ----- |
| 1         | Storbritannien | 34   | 13   | 15     | 62    |
| 2         | Tyskland       | 21   | 27   | 21     | 69    |
| 3         | Rusland        | 20   | 22   | 23     | 65    |
| 4         | Holland        | 16   | 13   | 17     | 46    |
| 5         | Frankrig       | 15   | 19   | 16     | 50    |
| 6         | Italien        | 10   | 8    | 10     | 28    |
| 7         | Polen          | 7    | 11   | 10     | 28    |
| 8         | Spanien        | 6    | 4    | 5      | 15    |
| 9         | Litauen        | 6    | 3    | 7      | 16    |
| 10        | Belgien        | 5    | 9    | 5      | 19    |
| 11        | Danmark        | 4    | 6    | 2      | 12    |
| 12        | Tjekkiet       | 4    | 0    | 6      | 10    |
| 13        | Schweiz        | 3    | 6    | 3      | 12    |
| 14        | Ukraine        | 3    | 5    | 7      | 15    |
| 15        | Hviderusland   | 2    | 4    | 5      | 11    |
| 16        | Østrig         | 1    | 0    | 1      | 2     |
| 17        | Portugal       | 0    | 3    | 1      | 4     |
| 18        | Grækenland     | 0    | 2    | 1      | 3     |
| 19        | Irland         | 0    | 1    | 2      | 3     |
| 20        | Ungarn         | 0    | 1    | 0      | 1     |
| Total     | Total          | 157  | 157  | 157    | 471   |

### Juniorer og U23'ere
| År                                       | Under 23     | Under 23         | Junior     | Junior           |
| År                                       | Land         | By               | Land       | By               |
| ---------------------------------------- | ------------ | ---------------- | ---------- | ---------------- |
| som EM i banecykling                     |              |                  |            |                  |
| 2001                                     | Tjekkiet     | Brno             | Italien    | Fiorenzuola      |
| 2002                                     | Tyskland     | Buttgen          | Tyskland   | Buttgen          |
| 2003                                     | Rusland      | Moskva           | Rusland    | Moskva           |
| 2004                                     | Spanien      | Valencia         | Spanien    | Valencia         |
| 2005                                     | Italien      | Fiorenzuola      | Italien    | Fiorenzuola      |
| 2006                                     | Grækenland   | Athen            | Grækenland | Athen            |
| 2007                                     | Tyskland     | Cottbus          | Tyskland   | Cottbus          |
| 2008                                     | Polen        | Pruszków         | Polen      | Pruszków         |
| 2009                                     | Hviderusland | Minsk            | Belarus    | Minsk            |
| som EM i banecykling (under-23 & junior) |              |                  |            |                  |
| 2010                                     | Rusland      | Sankt Petersborg | Rusland    | Sankt Petersborg |
| 2011                                     | Portugal     | Anadia           | Portugal   | Anadia           |
| 2012                                     | Portugal     | Anadia           | Portugal   | Anadia           |
| 2013                                     | Portugal     | Anadia           | Portugal   | Anadia           |
| 2014                                     | Portugal     | Anadia           | Portugal   | Anadia           |
| 2015                                     | Grækenland   | Athen            | Grækenland | Athen            |